# Ulrika Davidsson
Anna Ulrika Davidsson, född 9 oktober 1971 i Jönköping, är en svensk kokboksförfattare, kostrådgivare och receptkreatör, bland annat för tidningarna Expressen och Aftonbladet.
Davidsson har åren 2006 till 2017 gett ut 26 böcker, både på svenska och på andra språk, inom ämnen som GI, LCHF, Detox, Rawfood, 5:2 dieten och hälsa.
Hennes böcker har sålts i närmare en miljon exemplar. Davidsson har skrivit sex kokböcker tillsammans med författaren Ola Lauritzson och två tillsammans med personliga tränaren Malin Schultz. Under 2020 blev Davidsson aktuell med boken "66 Day Challenge - kom i ditt livs form!". Davidsson pratar återkommande om kost och hälsa i TV4 Nyhetsmorgon. Hon är tidningen Taras hälsocoach sedan hösten 2014.
2015 grundade Ulrika Davidsson företaget Ulrikas Kickstart, ett företag som riktat in sig på onlinekurser för viktnedgång och ökad hälsa. Företaget erbjuder över 20 kurser med kostplaner som LCHF, GI, Vego och Keto. Ulrika är själv aktiv som coach, kurs-utvecklare och VD i bolaget där hon har fem anställda.